# جورج بيرس (سياسي أسترالي)
جورج بيرس (بالإنجليزية: George Pearce)‏ هو فلاح وعامل مناجم وسياسي أسترالي وبريطاني (وحمل سابقاً جنسية المملكة المتحدة لبريطانيا العظمى وأيرلندا)، ولد في 1 أغسطس 1826، وتوفي في 9 يونيو 1908. انتخب عضو مجلس النواب جنوب أستراليا من الجمعية عن دائرة Electoral district of East Torrens ‏ وقد انضم خلال فترته النيابية (4 مايو 1868 – 27 مارس 1870)  للكتلة البرلمانية مستقل.